# Capnolymma borneana
Capnolymma borneana är en skalbaggsart som beskrevs av Ohbayashi N. 1994. Capnolymma borneana ingår i släktet Capnolymma och familjen långhorningar. Inga underarter finns listade.